# 경산시의 지질

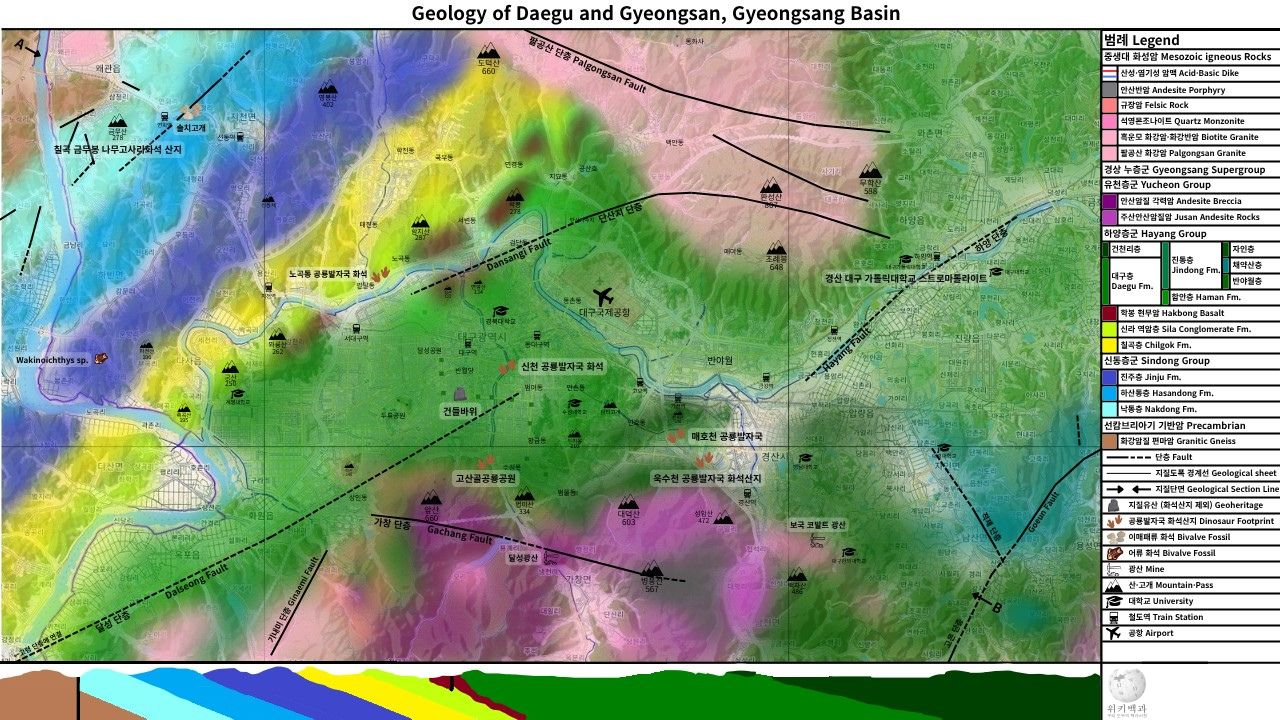
대구광역시와 경상북도 경산시의 지질

본 문서에서는 경상북도 경산시의 지질과 경산 코발트광산 학살 사건이 일어난 보국 코발트 광산, 지하자원에 대해 설명한다. 

## 개요
경산시는 경상 분지 한가운데에 위치해 있어 경산시의 지질은 중생대 백악기 퇴적암 및 화산암 지층인 경상 누층군 하양층군 자인층(건천리층), 채약산 화산암과 유천층군 주산안산암질암으로 구성되고 팔공산 지역에 백악기의 화강암, 백천동~점촌동 지역에 석영몬조나이트가 분포한다. 1:5만 지질도 상으로 
- 영천 지질도폭(1928) 서부 (팔공산 관봉, 갓바위, 와촌면, 하양읍, 진량읍, 압량읍 북부)[2]
- 경산 지질도폭(1971) 동부 (시가지 중방동-백천동 선 서쪽, 성암산, 남천면 서부, 남성현)[3]
- 자인 지질도폭(1973) 중·북서부 (시가지 영남대-백자산 선 동쪽, 압량면 남부, 자인면, 용성면, 남산면, 남천면 동부)[4]

에 해당한다.

## 경상 누층군하양층군
경상 누층군 지층 대비표
| 왜관, 대구, 영천, 경주 (1929, 立岩巖) | 왜관, 대구, 영천, 경주 (1929, 立岩巖) | 마산도폭 (1963)                                                                       | 마산도폭 (1963) | 경산도폭 (1971)                                         | 경산도폭 (1971)                                         | 경산도폭 (1971)      | 한국의 지질계통확립을 위한 조사연구 (1973, R-73-51) | 한국의 지질계통확립을 위한 조사연구 (1973, R-73-51) | 한국의 지질계통확립을 위한 조사연구 (1973, R-73-51) | 한국의 지질계통확립을 위한 조사연구 (1973, R-73-51) | 한국의 지질계통확립을 위한 조사연구 (1973, R-73-51) | 25만분의 1 지질도 범례 (1973, 국립지질광물연구소)                          | 25만분의 1 지질도 범례 (1973, 국립지질광물연구소) | 경상분지전역 (1975, 장기홍) | 경상분지전역 (1975, 장기홍) | 기계도폭 (1975)                                          | 기계도폭 (1975)                                    | 기계도폭 (1975)      |
| ------------------------------------- | ------------------------------------- | ------------------------------------------------------------------------------------- | --------------- | ------------------------------------------------------- | ------------------------------------------------------- | -------------------- | --------------------------------------------------- | --------------------------------------------------- | --------------------------------------------------- | --------------------------------------------------- | --------------------------------------------------- | -------------------------------------------------------------------------- | ------------------------------------------------- | --------------------------- | --------------------------- | -------------------------------------------------------- | -------------------------------------------------- | -------------------- |
| 산성맥암 분암 석영반암 화강암 섬록암  | 불 국 사 통                           | 염기성 맥암 석영반암, 규장반암 장석반암(斑巖) 흑운모화강암 각섬석화강암 마산암 섬록암 | 불 국 사 통     | 산성/중성맥암 규장암류 석영몬조나이트 화강반암류 섬록암 | 산성/중성맥암 규장암류 석영몬조나이트 화강반암류 섬록암 | 불 국 사 화 성 암 류 | 불국사 화성암군                                     | 불국사 화성암군                                     | 불국사 화성암군                                     | 불국사 화성암군                                     | 불국사 화성암군                                     | 마산암류 반암류, 기타 불국사화강암 중섬/염기성 심성암류 산성/중성 화산암류 | 백 악 기 화 성 암 류                              |                             |                             | 중성암맥 화강반암 흑운모화강암 각섬석화강암 섬록암       | 중성암맥 화강반암 흑운모화강암 각섬석화강암 섬록암 | 불 국 사 화 성 암 류 |
| 주사산 분암층                         | 신 라 통                              | 주산 안산암질층                                                                       | 신 라 통        | 관입석영안산암질 각력암 유동안산암질각력암 안산암질암   | 관입석영안산암질 각력암 유동안산암질각력암 안산암질암   | 신 라 통             | 자양산층                                            | 자양산층                                            | 팔 달 응 회 암                                      | 주 사 산 아 층 군                                   | 신 라 층 군                                         | 마산암류 반암류, 기타 불국사화강암 중섬/염기성 심성암류 산성/중성 화산암류 | 백 악 기 화 성 암 류                              | 유천층군                    | 유천층군                    | 조립안산암 석영안산암 화산각력암 유문암 각력상(狀)응회암 | 주 사 산 화 산 암 류                               | 신 라 층 군          |
| 주사산 분암층                         | 신 라 통                              | 팔룡산응회암                                                                          | 신 라 통        | 자양산층                                                | 자양산층                                                | 신 라 통             | 자양산층                                            | 자양산층                                            | 팔 달 응 회 암                                      | 주 사 산 아 층 군                                   | 신 라 층 군                                         | 상부                                                                       | 신 라 층 군                                       | 유천층군                    | 유천층군                    | 조립안산암 석영안산암 화산각력암 유문암 각력상(狀)응회암 | 주 사 산 화 산 암 류                               | 신 라 층 군          |
| 건천리층                              | 신 라 통                              | 진동층                                                                                | 신 라 통        | 자인층                                                  | 대 구 층 군                                             | 신 라 통             | 건천리층                                            | 건천리층                                            | 진 동 층                                            | 영 천 아 층 군                                      | 신 라 층 군                                         | 상부                                                                       | 신 라 층 군                                       | 진동아층군                  | 하 양 층 군                 | 결층                                                     | 영 천 아 층 군                                     | 신 라 층 군          |
| 채약산분암층                          | 신 라 통                              | 함안층상부                                                                            | 신 라 통        | 자인층                                                  | 대 구 층 군                                             | 신 라 통             | 채약산화산암층                                      | 채약산화산암층                                      | 진 동 층                                            | 영 천 아 층 군                                      | 신 라 층 군                                         | 상부                                                                       | 신 라 층 군                                       | 진동아층군                  | 하 양 층 군                 | 결층                                                     | 영 천 아 층 군                                     | 신 라 층 군          |
| 대구층                                | 신 라 통                              | 함안 안산암                                                                           | 신 라 통        | 반야월층                                                | 대 구 층 군                                             | 신 라 통             | 송내동부층                                          | 대 구 층                                            | 진 동 층                                            | 영 천 아 층 군                                      | 신 라 층 군                                         | 상부                                                                       | 신 라 층 군                                       | 진동아층군                  | 하 양 층 군                 | 대구층                                                   | 영 천 아 층 군                                     | 신 라 층 군          |
| 대구층                                | 신 라 통                              | 함안층 하부                                                                           | 신 라 통        | 함안층                                                  | 대 구 층 군                                             | 신 라 통             | 반야월부층                                          | 대 구 층                                            | 진 동 층                                            | 영 천 아 층 군                                      | 신 라 층 군                                         | 하부                                                                       | 신 라 층 군                                       | 의령아층군                  | 하 양 층 군                 | 대구층                                                   | 영 천 아 층 군                                     | 신 라 층 군          |
| 학봉분암층                            | 신 라 통                              | -                                                                                     | -               | -                                                       | -                                                       | -                    | 함안부층                                            | 대 구 층                                            | 진 동 층                                            | 영 천 아 층 군                                      | 신 라 층 군                                         | 하부                                                                       | 신 라 층 군                                       | 의령아층군                  | 하 양 층 군                 | -                                                        | -                                                  | -                    |
| 신라역암층                            | 신 라 통                              | -                                                                                     | -               | -                                                       | -                                                       | -                    | 학봉화산암층                                        | 학봉화산암층                                        | 진 동 층                                            | 영 천 아 층 군                                      | 신 라 층 군                                         | 하부                                                                       | 신 라 층 군                                       | 의령아층군                  | 하 양 층 군                 | -                                                        | -                                                  | -                    |
| 칠곡층                                | 낙 동 통                              | -                                                                                     | -               | -                                                       | -                                                       | -                    | 팔달역암층                                          | 팔달역암층                                          | 팔달역암층                                          | 영 천 아 층 군                                      | 신 라 층 군                                         | 하부                                                                       | 신 라 층 군                                       | 의령아층군                  | 하 양 층 군                 | -                                                        | -                                                  | -                    |
| 동명층                                | 낙 동 통                              | -                                                                                     | -               | -                                                       | -                                                       | -                    | 칠곡층                                              | 칠곡층                                              | 칠곡층                                              | 낙 동 층 군                                         | 낙 동 층 군                                         | 상부                                                                       | 낙 동 층 군                                       | 칠곡아층군                  | 하 양 층 군                 | -                                                        | -                                                  | -                    |
| 하산동층                              | 낙 동 통                              | -                                                                                     | -               | -                                                       | -                                                       | -                    | 동명층                                              | 동명층                                              | 동명층                                              | 낙 동 층 군                                         | 낙 동 층 군                                         | 상부                                                                       | 낙 동 층 군                                       | 신동층군                    | 신동층군                    | -                                                        | -                                                  | -                    |
| 연화동층                              | 낙 동 통                              | -                                                                                     | -               | -                                                       | -                                                       | -                    | 하산동층                                            | 하산동층                                            | 하산동층                                            | 낙 동 층 군                                         | 낙 동 층 군                                         | 하부                                                                       | 낙 동 층 군                                       | 신동층군                    | 신동층군                    | -                                                        | -                                                  | -                    |
| 연화동층                              | 낙 동 통                              | -                                                                                     | -               | -                                                       | -                                                       | -                    | 연화동층                                            |                                                     |                                                     | 낙 동 층 군                                         | 낙 동 층 군                                         | 하부                                                                       | 낙 동 층 군                                       | 신동층군                    | 신동층군                    | -                                                        | -                                                  | -                    |

### 대구층
대구층(Daegu formation, Taikyu formation, 大邱層)은 대구광역시를 중심으로 그 동부인 경산시, 영천시, 경주시 등지에 넓게 분포하는 지층이다. 이 지층은 1928년 대구, 영천, 경주도폭에서 정의 되었으며 다테이와 이와오(立岩巖)는 1929년 경주도폭과 영천도폭에서 채약산 분암층을 기준으로 그 상·하위의 지층을 각각 건천리층과 대구층으로 구분하였다. 이 지층은 주로 이암과 셰일로 구성되어 있으며 알코스질 사암이 협재된다. 암석의 색은 붉은색을 띠며(reddish) 곳에 따라 어두운(blackish) 색을 띤다. 두께는 2,000 m에 달하며 남동쪽으로 약간 기울어 있다. 경산시 내에서 와촌면, 하양읍, 진량읍의 대부분 지역에 분포한다. 장기홍(1975)은 대구층을 하부는 함안층에, 상부는 반야월층에 대비하였다. 
경산시 하양읍과 와촌면에 경산지식산업경제자유구역 조성 단지에서, 토목공사가 진행됨에 따라 함안층과 반야월층의 퇴적층 단면과 암석이 드러났고, 전석에서 많은 무척추동물의 생흔 화석이 확인되었다. 이 지역에서 7개의 노두가 발견 조사되었고, 붉은색 또는 녹회색을 띠고 엽층 내지 얇은층으로 발달된 세립사암 내지 실트스톤과 이암이 교호하는 암상의 지층에서 다음과 같은 화석들이 발견되었다.
- 무척추동물 : Mermia isp., Helminthopsis isp., Cochlichnus isp., Planolites isp., Diplichnites isp., Scoyenia isp., Skolithos isp., Taenidium isp., Arenicolites isp., Diplocraterion isp.
- 공룡과 새발자국 화석
- 탄화된 식물 화석편(片)

### 자인층
자인층(Jain formation)은 경산시 자인면을 표식지로 하여 경산시 시가지 지역, 남산면과 용성면 일부 지역, 남천면 동부 지역에 분포하는 지층이다. 이 지층은 건천리층과 대구층의 최상부의 일부를 포함한 것이다. 경주, 영천도폭에서는 사이에 있는 채약산 분암층을 경계로 하여 그 하부를 대구층, 상부를 건천리층이라 명명하였다. 그러나 채약산 분암층인 안산암류가 지역적인 분포를 이루고 있어 안산암이 없는 곳에서는 대구층 최상부의 흑색 셰일층과 건천리층의 흑색 셰일이 유사해 둘을 구분하기 어렵다. 따라서 반야월층의 상위에 있는 흑색 셰일대를 자인층으로 정하였다. 본 지층의 일부는 변성되어 있다.
경산 지질도폭(1971)에 의하면 흑색 셰일 중에는 흔히 얇은 층의 하얀색 담수성 석회암이 협재되며 두께는 400 m 이상으로 추정된다.
자인 지질도폭(1973)에 의하면 자인층은 암회색 내지 흑색 셰일과 실트스톤이 우세하며 사질셰일, 세립사암, 슬레이트질 셰일 등이 교호(交互)하는 곳도 있다. 간혹 녹색 내지 자색(赭色)의 셰일이 협재되는 경우도 있으며 드물게 중립 역질(礫質)사암, 알코스사암, 응회질 사암이 관찰되기도 한다. 이 사암류의 일부는 분급(分級)이 극히 불량하고 층리가 모호하다. 용성면 외촌리 서부에 노출된 채약산 화산암체 중의 본 지층 포획암은 얇은 층의 석회암, 규화(珪化) 석회암, 셰일, 사질 셰일 등으로 구성되어 있고 자인면 신관리 북동부 산록부에는 위층(僞層)이 잘 발달되고 용성면 곡란리 부근에서는 건열이 관찰된다. 본 지층 중에는 방해석의 세맥(細脈)이 주입되어 있고 전체적으로 석회질인 것이 특징이며 풍화된 노두의 색은 녹색과 갈색이 일반적이다. 
접촉변질대는 회색의 처트질셰일, 규질셰일, 녹색 점문(點紋) 셰일, 규질사암, 사질셰일로서 규화 작용을 많이 받은 혼펠스 지대로서 층리의 잔선 구조(殘線 構造; Relict structure)가 선명한 것이 많으며 흑색 부분과 회색 부분이 호층(互層)을 이루기도 한다. 흔히 은정질(隱晶質)로서 입도(粒度)를 육안으로 식별하기 어렵고 일부는 규암과 유사한 암상을 보인다. 비변질 퇴적암이 석회질인데 비해 이 변질대는 탄산염 광물을 전혀 함유하지 않는다.
경산시의 자인층
- 계양동 계양로 도로변 (이하 동일)
- 경산시 미래로 도로변
- 경산시민운동장 근처 원효로28길 도로변, 영남문화재연구원 문화재 조사현장
경상북도 경산시 상방동 68-6
- 경산동부초등학교 근처 원효로28길 도로 절개사면
경상북도 경산시 계양동 산 14-10
- 초원전원아파트 뒤쪽 장산로50길 도로
경상북도 경산시 계양동 602-9
- 솔숲길18길 도로변
경상북도 경산시 평산동 776
- 미래로 도로변 공사현장
경상북도 경산시 평산동/사동 경계지역
북위 35° 48′ 36.6″ 동경 128° 45′ 43.9″ / 북위 35.810167°  동경 128.762194°
- 미래로 도로변
경상북도 경산시 평산동 산 8-2/산 16
북위 35° 48′ 40.5″ 동경 128° 45′ 45.8″ / 북위 35.811250°  동경 128.762722°
- 미래로 도로변
경상북도 경산시 평산동 산 8-2/산 16
북위 35° 48′ 41.2″ 동경 128° 45′ 45.9″ / 북위 35.811444°  동경 128.762750°
- 삼성현로 절개사면
경상북도 경산시 남산면 하대리 421-5
- 좌측 사진의 근경
북위 35° 47′ 50.1″ 동경 128° 47′ 54.4″ / 북위 35.797250°  동경 128.798444°
- 삼성현로 근처
경상북도 경산시 여천동 산 11-10
- 송백저수지 북쪽
경상북도 경산시 남천면 신방리 산 89-1
- 좌측 사진의 근경

### 채약산 화산암층
채약산 화산암층(Chaeyaksan volcanic rock, 採藥山層)은 원래 일본인 지질학자 다테이와 이와오에 의해 1929년 영천 지질도폭 동남부에 소재한 채약산(499.1 m)을 표식지로 하여 채약산 분암층으로 명명되었던 것으로서 표식지 일대에서는 이 암석층을 건층(鍵層)으로 하여 상부는 건천리층, 하부는 대구층으로 지층 구분이 가능하나 경산시 지역에 이르러 소멸되며 당시에는 그 산상(産狀)을 용암류(lava flow)로 보았으나 이 암석이 관입 분출암으로 판명된 이상 층서적 위치를 설정할 수 없다. 채약산 화산암층은 자인층 퇴적 이후에 관입 분출한 것으로 자인층과 접한다. 주로 암상(巖床) 형태로 주입된 관계가 우세하다. 암상(巖相)이 거의 같은 주산안산암질암과는 접촉하는 부분이 없어 양자의 관계는 알 수 없으며 채약산 화산암 중에는 자인층의 포획체를 거의 볼 수 없는 반면에 주산안산암질암은 포획체를 다소 갖는 점으로 보아 화산 작용의 매커니즘에 차이가 있는 것으로 추측되어 종전의 분류 체제에 성인(成因)만을 다르게 보고 있다. 채약산 화산암은 암회색, 회녹색을 띠는 안산암과 자회색(赭灰色), 갈색의 각력질 안산암으로 구성되며 풍화면은 흔히 연갈색을 띤다. 안산암은 치밀하고 암색의 변화에 따라 장석 반정(斑晶)을 띠는 곳도 있어 반상 안산암으로 나타나고 연회색으로 보이는 곳은 규장질암과 유사하기도 하다. 경산시 용성면 고죽리에서 일광리를 지나 자인면 단북리까지 분포하며 원당동과 경동에서는 자인층의 층리에 따라 주입된 양상을 볼 수 있고 지형적 고지에 따라 주입 암상(巖床)의 일부가 자인층의 상부에 잔존되어 있기도 하다.

## 경상 누층군 유천층군

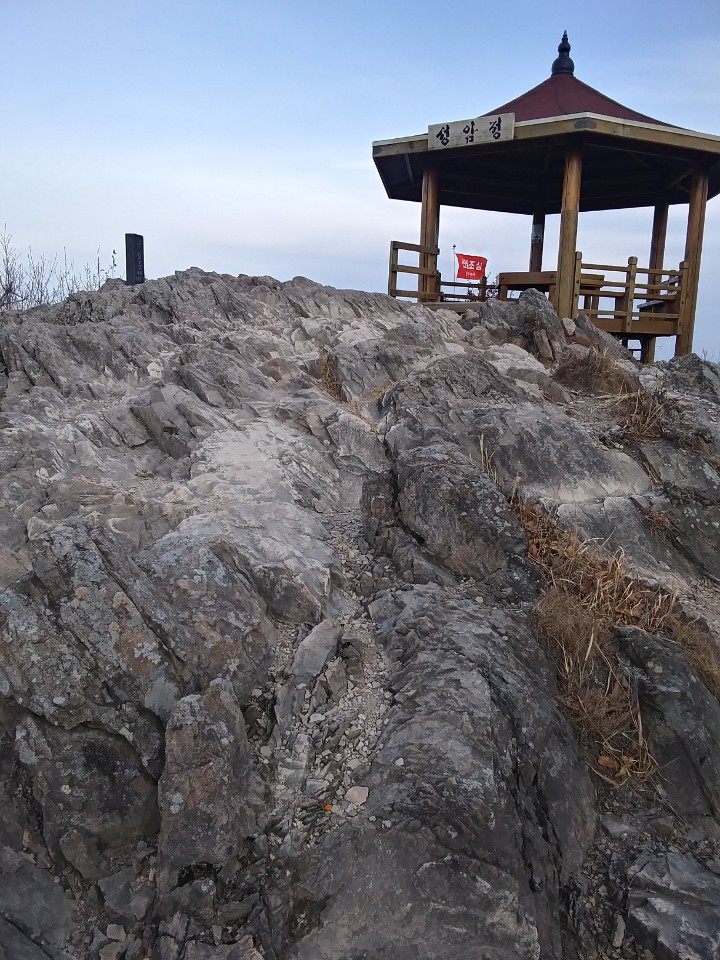
성암산(472.3 m) 정상의 주산안산암질암

### 주산안산암질암
주산안산암질암(Jusan andesite rock, 主山安山巖質巖)은 1927년 경주 지질도폭을 작성한 타테이와 이와오가 경주시 건천읍 소재 주사산(565.8 m)을 표식지로 하여 주사산 분암층이라 명명하였다가 1963년 마산 지질도폭 조사 당시 이에 대비되는 화산암을 마산도폭 지역에 소재한 주산(主山)을 표식지로 하여 주산안산암질암이라 명명한 데서 유래한다. 주요 구성 암석은 안산암, 각력질 안산암, 반상 안산암, 응회질 안산암으로서 이들 암석 중에 우세한 부분으로 다음과 같이 구분할 수 있다.
주산안산암질암 안산암질암(Ka; andesite rock)은 주산안산암질암의 대부분을 차지하며 용성면 동부에서 지형적으로 험준한 산체를 형성한다. 용성면 매남리 일대에서는 자인층의 소편(小片)을 포획하여 대부분 열변질시키고 있으며 용성면 가척리에서는 자인층의 일부를 암상(巖床)의 침식에 의한 노출이나 관입 포획체로 접하고 있다.
주산안산암질암 각력질 안산암(Kba; breccia andesite)은 용성면 부일리와 남천면 신방리 이현재 일대에 분포하는 각력질 안산암이다. 부일리 일대의 본 암석은 암회색, 암녹색을 띠고 기질(基質)은 안산암질 내지 조면안산암질이며 50×80 cm 크기의 거력(巨礫)을 함유하기도 하나 10 cm 내외의 크기가 일반적이다. 간혹 처트, 규암, 사암질인 아원-아각상의 외래역(Alloclastic breccia)을 함유하는 것도 있으며 기질에 장석의 반정(斑晶)이 산재된 것도 있다. 특히 퇴적암의 역(礫) 내지 각력을 갖는 것은 기질이 응회질이며 약한 층리를 보이기도 한다.

## 중생대 화성암

### 석영몬조니암/석영몬조나이트
석영몬조니암/석영몬조나이트(Quartz monzonite)은 백자산(486.5 m) 북쪽 백천동, 인터불고경산 골프장, 점촌동 일대에 분포하고 있는 암주상(巖柱狀) 관입암이다. 본 암석은 자인층을 관입하여 일대를 처트화 시키고 있으며 함(含)코발트 석영맥을 주입시킨 운광암(雲鑛巖)이며 모암이다. 경산 코발트광산 학살사건이 일어난 코발트 광산도 이 암석에 포함된 코발트를 채굴하는 광산이다. 백자산 북측의 이 암석은 세립-중립질이며 유색 광물로 흑운모를 많이 함유하고 흔히 석영맥이 주입되어 있다. 주요 구성 암석은 정장석, 사장석, 석영이고 흑운모, 녹니석화된 운모류, 견운모, 카오린 등이 수반된다.

## 단층
경산시에는 대규모의 단층은 발달하지 않고 북서, 북동 주향의 소규모의 단층이 2개 발달한다. 양산 단층대의 일부인 '자인 단층'은 그 이름과 다르게 경산시 자인면을 지나지 않고 청도군 운문면을 지나가기에 본 문단에서는 다루지 않는다.

### 고은 단층
고은 단층은 청도군 매전면 금천리에서 경산시 남산면 사림리, 용성면 고은리를 지나 영천시 대창면 신광리로 이어지는 북동 35° 주향, 연장 14 km 의 단층이다. 주향 슬립(strike slip)이 극히 작고 거의 수직에 가까운데 낙차를 측정하기 곤란하다. 북부 용성면에서는 채약산 화산암류 중에 야외적인 증거를 볼 수 있고 그 외의 지역에서는 충적층에 의해 보이지 않는다.

### 적제 단층
적제 단층은 고은 단층보다 먼저 형성된 것으로 자인면 옥천리의 적제 저수지에서 그 이름이 유래되었으며 이 저수지 부근에 단열대(斷裂帶)의 노두가 보인다. 북서 20°의 주향을 보이고 약 3 km 의 연장을 가진다. 채약산 화산암층과 자인층의 일부가 이 단층에 의하여 잘려 있다.

## 지하자원과 광산
경산 지역에 분포하는 광상(鑛床)은 심성암을 형성시킨 화성 작용의 지배를 받아 모두가 화성 광상이다. 

### 역사
경산시 지역의 광업개발은 1910년대 시작되어 1930년대에 전성기를 맞았다. 보국광산의 전신은 춘길광산은 1937년 6월 26일 광업허가를 받은 금·은 광산이었으며 경영곤란으로 인해 1941년까지 방치되어 있었다. 그러다 지질학자 박동길이 1938년 코발트 광맥 검출 방법을 개발하였고 1941년 경산 지역에서 처음으로 채굴이 가능할 정도의 코발트 광맥을 지닌 광산이 발견되어 이때부터 보국광산에서의 코발트 채굴이 시작되었다. 경산지역 코발트 광산의 재발견은 일본 본토에서도 화제가 되었는데, 1942년 일본지질학회가 펴낸 지질학잡지 49권 585호에 실린 나카무라 게이사부로(中村慶三郞)가 쓴 '조선코발트광상조사보고개설'에는 당시 조선에 총 15개의 코발트광산이 존재하고 있으며 보국광산의 원광은 코발트 품위가 2~3%이며 드물게는 6% 이상의 높은 수치를 기록했음을 보고하고 있다. 1943년 발간된 지질학회지 51권 604호에 발표된 와타나베 만지로(渡邊萬次郞)의 논문인 '경상북도보국코발트광상에 대해서'라는 제목의 논문에는 경산 코발트광산이 일본에서 가장 먼저 개발이 진행된 광산으로 코발트 제련을 위한 채광, 선광, 용광 시설이 완성돼 가까운 시일 내 조업을 시작할 것이라 서술되어 있다.

### 보국 코발트 광산 (경산 코발트광산 학살사건)
보국(報國) 코발트 광산은 경산시 평산동에 소재하며, 코발트 광상은 경상 누층군 건천리층을 천부 관입한 암주상의 미문상 화강암내에 국한하여 배태된다. 1926년에 발견되어 1935년 경부터 중요 전략 자원으로서 일본군 직영으로 개발되었고 제2차 세계 대전의 종료와 함께 폐광되었다. 1950년 6·25 전쟁 도중 이 광산에서 경산 코발트광산 학살사건이 발생하였다. 이 광산에서는 석영몬조니암(Kqm)에 남-북, 북북동 및 북북서로 달리는 수직 광맥으로 평균 맥폭(脈幅)은 20~30 cm이다. 주요 광물로 방해석, 돌로마이트, 석영, 비철광(砒鐵鑛), 휘(輝)코발트광(cobaltite), 글로코도트(glaucodot; 황비철광의 일종), 섬아연석, 자황철광(磁黃鐵鑛), 휘수연석(輝水鉛石), 황동석, 황철석, 적철광(赤鐵鑛) 등이 있다. 가행 대상 광물은 코발트화(Co3(AsO4)8H2O) 및 함코발트 유비철석(硫砒鐵石, FeAsS2)이다. 개발 당시의 코발트 평균 품위는 0.5~1.0%이고 은이 10g/t 내외로 산출되었다. Rb-Sr 절대연령 측정 결과, 화강암의 관입 및 이와 관련된 광화작용은 후기 백악기(85.98 Ma)에 형성된 것으로 판단된다.
광산 내에는 2개의 수평갱도와 2개의 수직갱도가 있다. 과거 인근 지역 농민들이 갱도 내부의 물을 농수로 사용하기 위해 입구를 막아두었으나. 2001년 발굴에 의해 입구가 개방되었으며, 2006년 시멘트로 보강작업이 이루어졌다. 입구에서 100m 지점까지는 일자형의 단일 갱도이고, 이후 구간은 Y자 형태로 갈라져 두 갱도로 나뉜다. Y자 형태로 갈라진 100m 지점에서 우측 갱도로 약 40m 지점에는 제1 수직갱도와 접한다. 보국 코발트 광산과 관련된 유적은 현재도 남아 있다. 보국광산은 당시의 경산읍과 압량면 지역에 걸쳐 여러 광업시설을 운영하였는데, 평산동의 갱도 외에 상방동 장구산에 코발트 광석의 선광(選鑛) 및 제련을 담당하는 선광장이 있었고 경산역 남동쪽에 하역업자들의 숙소가 있었다. 각각의 시설은 삭도(索道)로 연결되어 광석과 가공물이 운반되었다.

### 흥남광산
흥남광산은 경산시 남천면 영곡동(令谷洞)에 소재한다. 자인층의 접촉 변질대인 혼펠스가 모암이 되고 이를 관입한 안산암질암이 각력대를 이루어 각력 중에 강상(綱狀) 광맥을 형성하고 있다. 광물은 석영, 방해석 등이고 주요 가행 광물은 황동석이다.

## 같이 보기
- 한국의 지질
- 경상 누층군
- 팔공산
- 경산 코발트광산 학살사건